# Теркі (Техас)
Теркі (англ. Turkey) — місто (англ. city) в США, в окрузі Голл штату Техас. Населення — 317 осіб (2020).

## Географія
Теркі розташоване за координатами 34°23′38″ пн. ш. 100°53′43″ зх. д. / 34.39389° пн. ш. 100.89528° зх. д. (34.393922, -100.895302).  За даними Бюро перепису населення США в 2010 році місто мало площу 2,12 км², уся площа — суходіл.

## Демографія
Згідно з переписом 2010 року, у місті мешкала 421 особа в 175 домогосподарствах у складі 115 родин. Густота населення становила 199 осіб/км².  Було 267 помешкань (126/км²).
Расовий склад населення:
| - 79,6 % — білих - 1,9 % — чорних або афроамериканців - 16,9 % — осіб інших рас |

До двох чи більше рас належало 1,7 %. Частка іспаномовних становила 34,0 % від усіх жителів.
За віковим діапазоном населення розподілялося таким чином: 24,0 % — особи молодші 18 років, 47,3 % — особи у віці 18—64 років, 28,7 % — особи у віці 65 років та старші. Медіана віку мешканця становила 48,4 року. На 100 осіб жіночої статі у місті припадало 97,7 чоловіків;  на 100 жінок у віці від 18 років та старших — 96,3 чоловіків також старших 18 років.
Середній дохід на одне домашнє господарство  становив 47 652 долари США (медіана — 26 250), а середній дохід на одну сім'ю — 58 107 доларів (медіана — 36 250). За межею бідності перебувало 26,7 % осіб, у тому числі 40,2 % дітей у віці до 18 років та 18,4 % осіб у віці 65 років та старших.
Цивільне працевлаштоване населення становило 114 осіб. Основні галузі зайнятості: сільське господарство, лісництво, риболовля — 34,2 %, освіта, охорона здоров'я та соціальна допомога — 19,3 %, транспорт — 15,8 %.